# Käte Selbmann

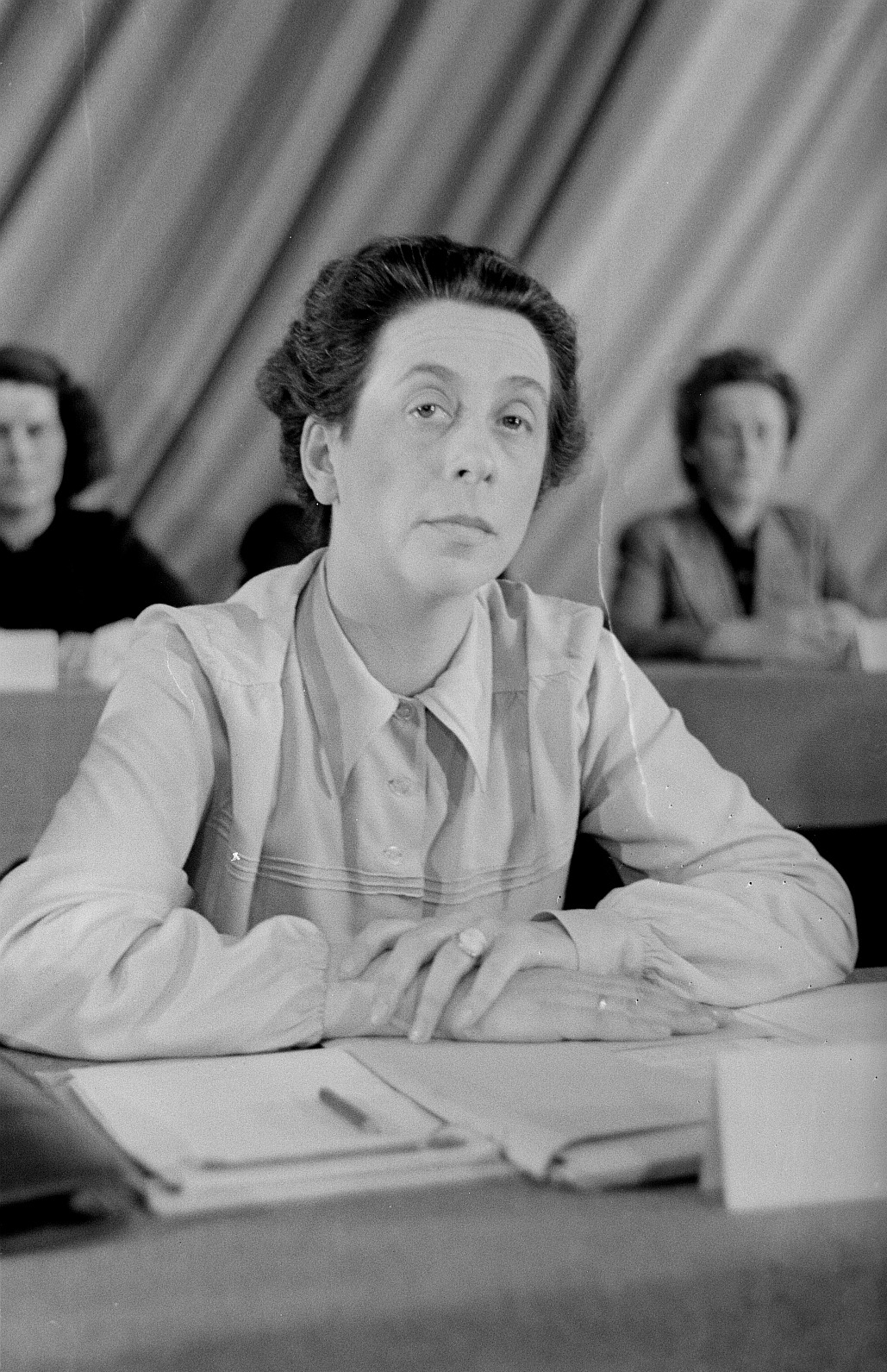
Käte Selbmann (1950)

Käte Selbmann, geborene Käte Müller (* 17. Februar 1906 in Berlin; † 5. April 1962 ebenda) war eine deutsche Kommunistin und SED-Funktionärin. Sie gehörte zeitweilig als Kandidatin dem ZK der SED an und war von 1950 bis 1954 Abgeordnete der Volkskammer. Verheiratet war sie mit Fritz Selbmann.

## Leben
Nach Besuch eines Lyzeums absolvierte sie an den Staatlichen Frauenschulen in Droyßig und Halle eine Ausbildung zur staatlich geprüften Jugendleiterin. Anschließend arbeitete sie zunächst als Sachbearbeiterin und Sekretärin. 1923 wurde sie Mitglied des Kommunistischen Jugendverbands Deutschlands (KJVD), 1929 trat sie in die KPD ein. Im gleichen Jahr wurde sie zur Leiterin des Städtischen Kinderheimes in Leipzig ernannt. Nach der Beteiligung an einer Erwerbslosendemonstration wurde Selbmann 1931 aus ihrer Stellung bei der Stadt Leipzig entlassen. Anschließend blieb sie zunächst arbeitslos. Nach dem Verbot der KPD konnte sich Selbmann politisch nur noch illegal betätigen. Im März 1933 wurde sie kurzzeitig bis in den April 1933 von den neuen Machthabern in Schutzhaft genommen. Danach arbeitete sie in einer Gothaer Kartonagenfabrik. 1935 wurde Selbmann erneut inhaftiert und vom OLG Dresden wegen Vorbereitung zum Hochverrat zu 14 Monaten Haft verurteilt. Die Haft verbüßte sie in den Strafanstalten Leipzig und Dresden. Nachdem sie 1937 aus der Haft entlassen wurde, betätigte Selbmann sich wieder in illegaler Tätigkeit. Von 1942 bis 1945 fand sie eine Anstellung als Privatlehrerin.
Nach dem Zweiten Weltkrieg fand Selbmann zunächst Beschäftigung in der KPD-Unterbezirksleitung Gotha. Nachdem ihr Mann Fritz Selbmann in Leipzig Fuß gefasst und dort verantwortliche Parteifunktionen übernommen hatte, engagierte sich Käte Selbmann nunmehr auch in der sächsischen Großstadt. Zunächst war sie in einer verantwortlichen Position bei der Leipziger Volkssolidarität tätig. Nach der Gründung der SED betreute sie als Referentin, später als Sekretärin den SED-Bezirk Westsachsen. Wenig später wechselte sie in die SED-Kreisleitung Leipzig, wo sie als Sekretärin ein Ressort leitete. 1947 gehörte Käte Selbmann, die mittlerweile mit ihrem Mann durch seinen Landesministerposten in Dresden wohnte, zu den Mitbegründerinnen des DFD. Zeitweise war sie in der Folge Sekretärin des Deutschen Frauenrates. 1948 wurde sie zur 2. Vorsitzenden des DFD-Landesvorstandes Sachsen gewählt. In dieser Funktion gehörte sie auch dem DFD-Bundesvorstand an. Als Fritz Selbmann im Herbst 1948 zum stellvertretenden Vorsitzenden der Deutschen Wirtschaftskommission ernannt wurde, ging seine Frau mit ihm nach Berlin. Ab Oktober 1948 war sie dort als persönliche Mitarbeiterin des im Büro von Walter Ulbricht tätig. Als Maria Weiterer, Leiterin der Abteilung Frauen im Parteivorstand der SED im Sommer 1949 von dieser Funktion entbunden und später im Rahmen der Fields-Affäre aus der SED ausgeschlossen wurde, betraute der SED-Parteivorstand Käte Selbmann mit dieser Funktion. Auf dem III. Parteitag der SED im Juli 1950 wurde sie dementsprechend als Kandidatin in das ZK der SED gewählt. Der DFD stellte sie im Oktober 1950 zu den Volkskammerwahlen als Kandidatin auf. Die Frauenorganisation vertrat Selbmann bis 1954 als Abgeordnete in der Volkskammer.
Im November 1952 ließ sie sich von ihrer Funktion als Leiterin der Abteilung Frauen beim ZK der SED wegen schwerer Krankheit entbinden, 1954 wurde sie nicht wieder in das ZK gewählt. Käte Selbmann verstarb am 5. April 1962 nach langer schwerer Krankheit in Berlin. Da ihr Mann 1958 von der SED-Parteiführung ins Abseits gestellt worden war, unterblieben für Käte Selbmann die sonst in der Parteipresse üblichen Kondolenzbekundungen.